# Croix de San Salvador de Fuentes

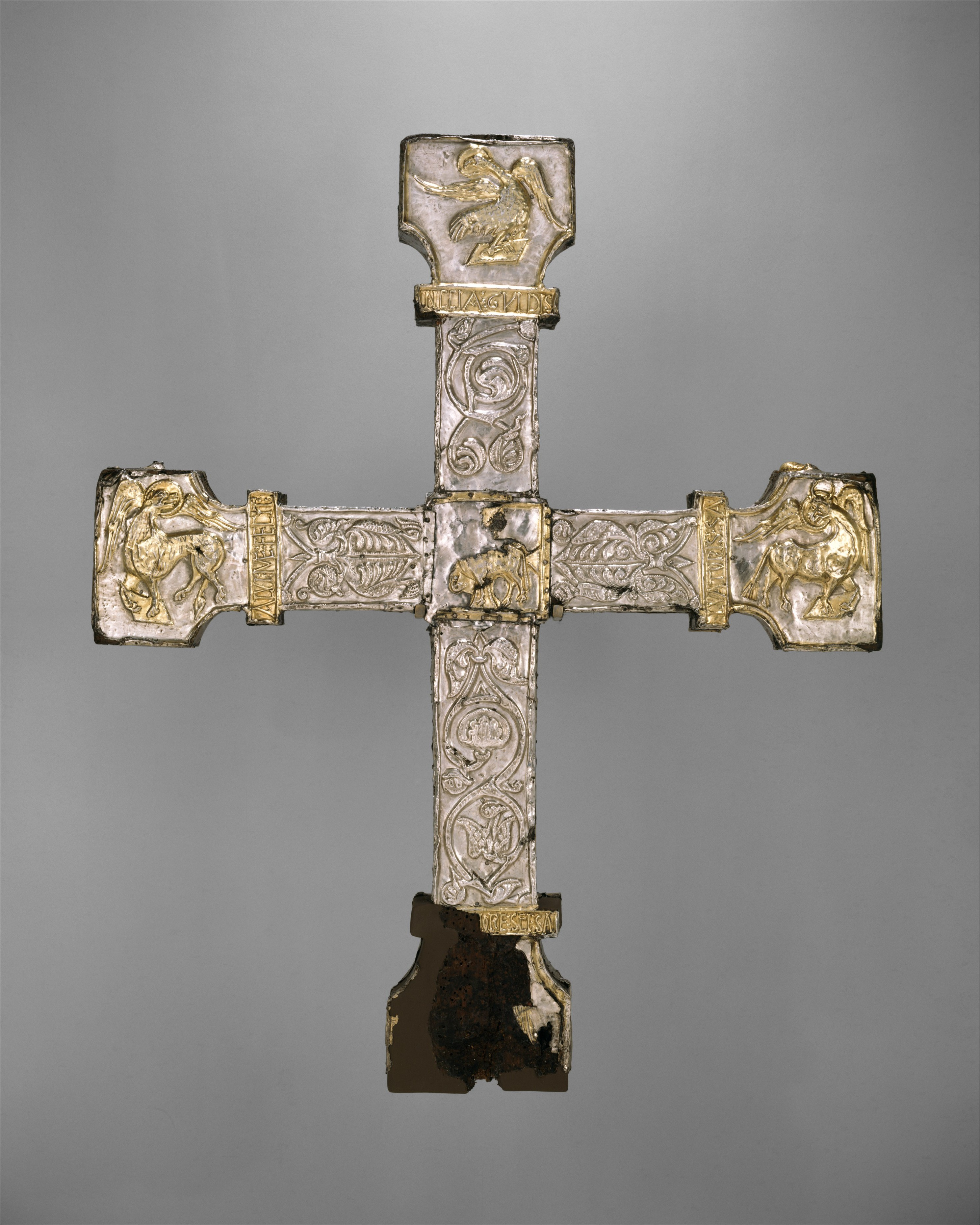
Revers de la Croix.

La croix de San Salvador de Fuentes est une croix de procession qui se trouvait auparavant dans l'Église de San Salvador de Fuentes dans la localité asturienne de Villaviciosa en Espagne.
Après de longues négociations avec l'église de San Salvador de Fuentes, Ernesto Guilhou, fils du banquier français Numa Guilhou et important industriel propriétaire de la Banque Guilhou et de l'Usine de Mieres, en outre grand collectionneur d'art ancien, a acheté la croix en 1898 et l'a emmenée dans sa propriété dans le sud de la France. Plus tard, Guilhou a chargé le marchand d'art Arthur Sambon, président de la Chambre d'experts d'Art de Paris, de lui trouver un acheteur. En mars 1905, il a été chargé de vendre aux enchères sa collection d'art classique à l'Hôtel Drouot de Paris, négociant l'opération de vente avec le magnat et banquier américain John Pierpont Morgan, qui en 1917 la donnera finalement au Metropolitan Museum of Art de New York.
En 1993 la croix a été exhibée pour la première fois aux Asturies depuis 1898 lors de l'exposition Origines. La croix est conservée aux Cloisters, un des départements du Metropolitan Museum de New York. Ce joyau est, pour beaucoup d'historiens, la pièce la plus importante des Asturies après la croix de la Victoire, et sa valeur marchande est incalculable. 

## Description
La croix est un travail d'orfèvrerie en bois revêtue d'argent partiellement doré, pierres, camée et joyaux. Elle mesure 59,1 × 48,3 × 8,7 cm. Elle est datée de vers 1150-1175. 
Sur le revers on lit l'inscription en latin de la donatrice Sancha González : 
[EN HO] NORE: S [AN] C [T] I: SA / LVATORIS: SA / NCCIA: GVIDIS / ALVI: ME: FECIT 
« Sancha González m'a fait, en l'honneur de San Salvador ».
Outre l'inscription existent divers bas-reliefs; au centre on peut voir l'Agneau mystique et aux terminaisons des bras de la croix de ce côté, on distingue les symboles allégoriques aux Evangélistes : Un aigle, le lion et un taureau. Le quatrième symbole correspondant au bras central dans la partie inférieure et qui a disparu était un ange.
Sur l'avant, l'image principale de Jésus-Christ crucifié et couronné, tenant dans chacun des bras latéraux les figures de la Vierge Marie et de Saint-Jean, un de chaque côté. Couronnant la partie supérieure de la croix on peut voir un ange et dans la partie inférieure la représentation d'Adam sortant de sa tombe. Sur la tête du Christ il y a une cavité bouchée avec une pierre précieuse qui contient encore une relique, sans que l'on sache à qui elle correspond.

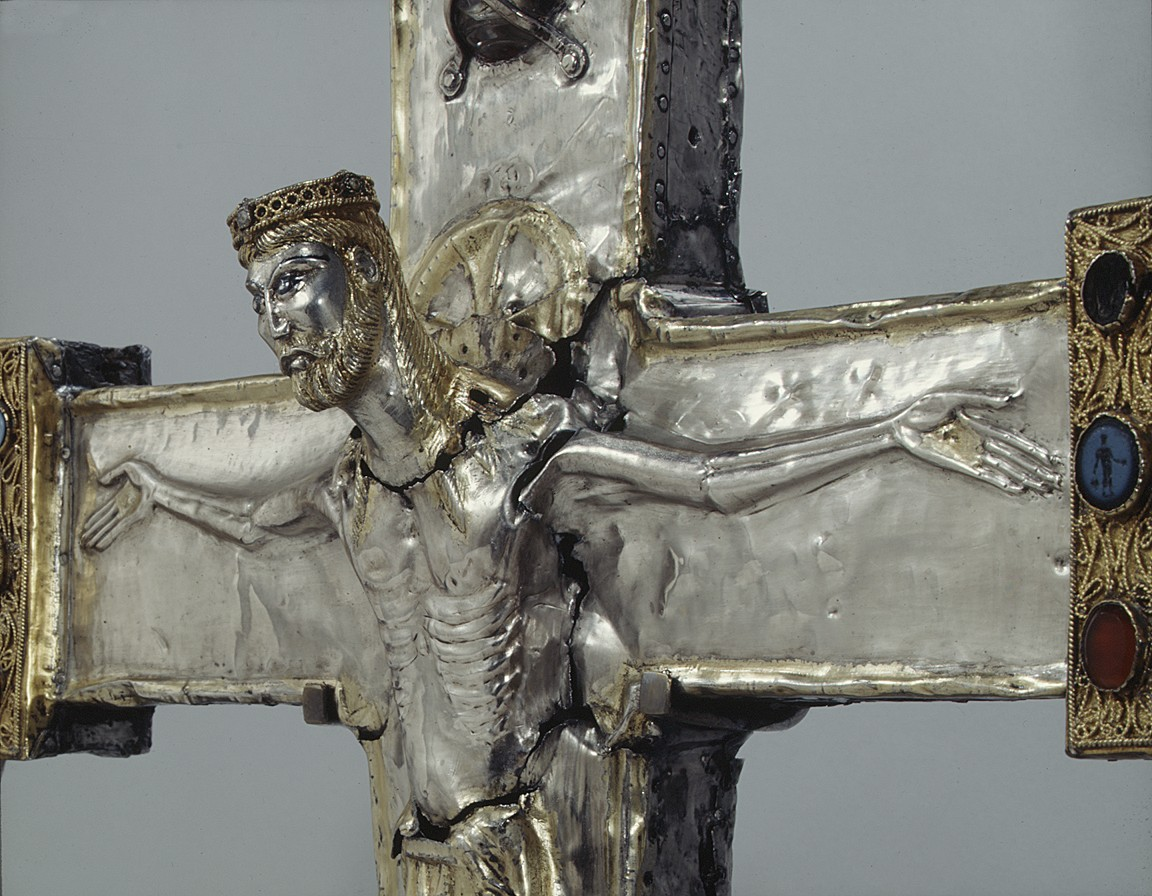
Détail du Christ.
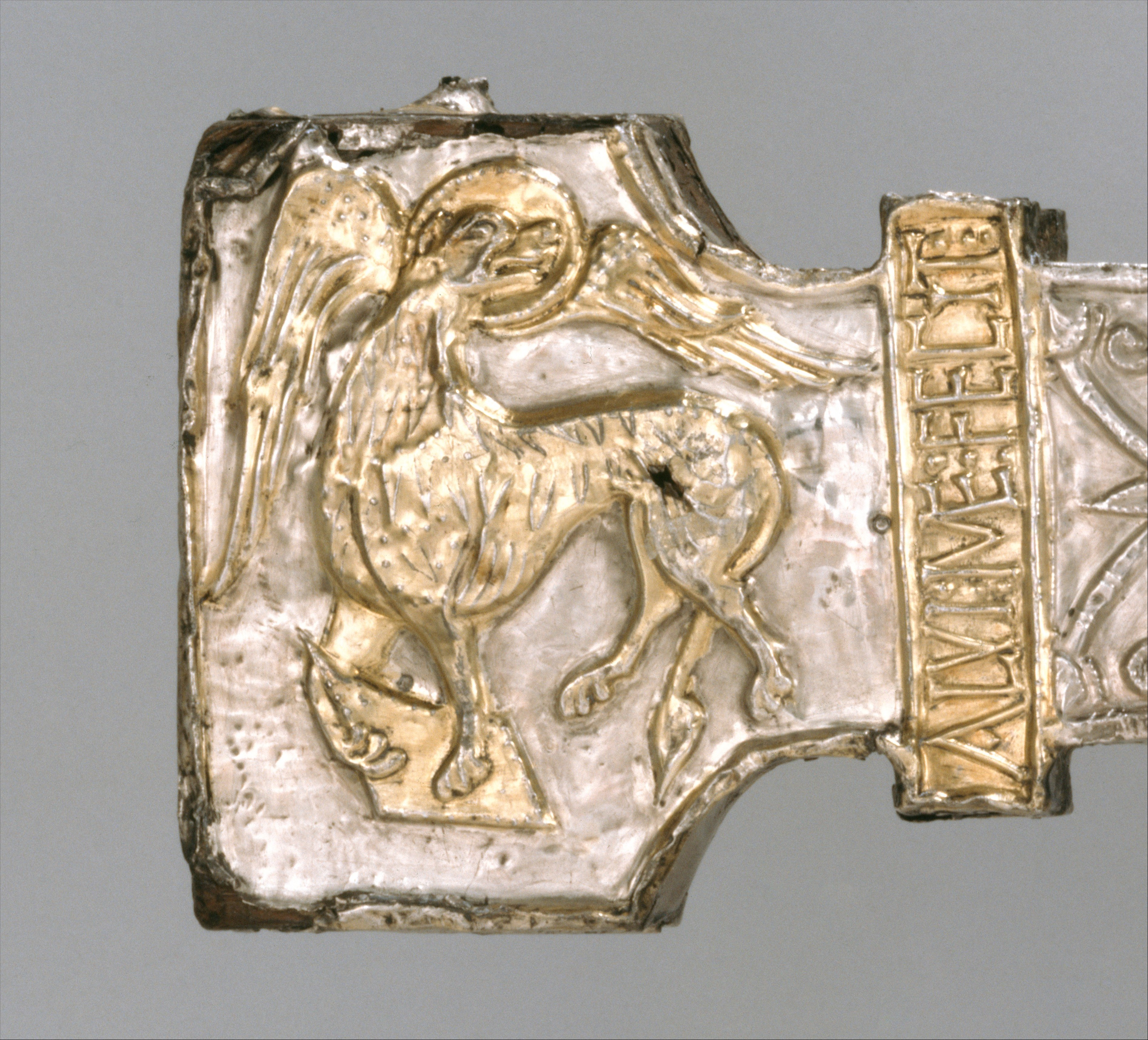
Détail inférieur postérieur
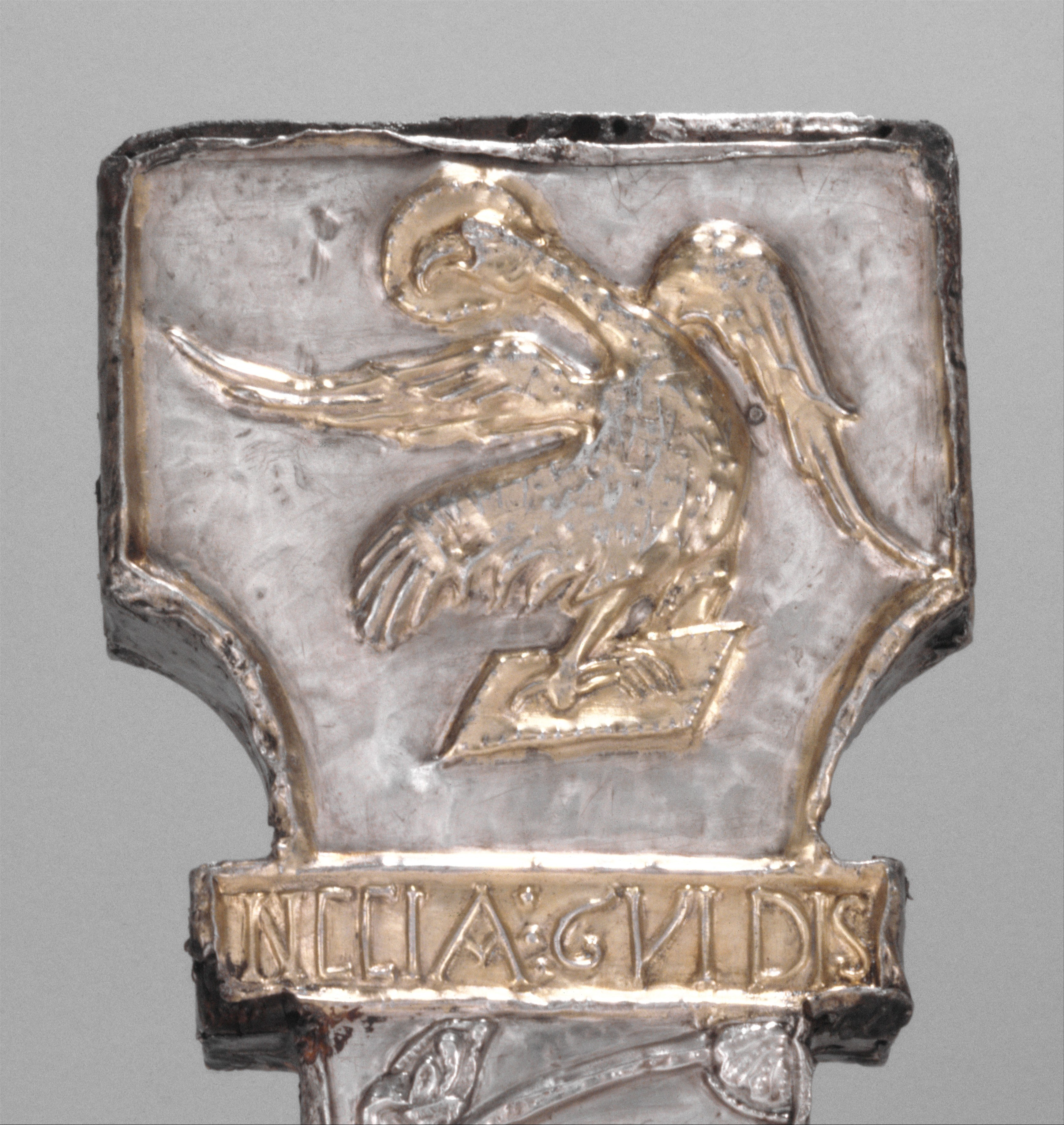
Détail postérieur supérieur
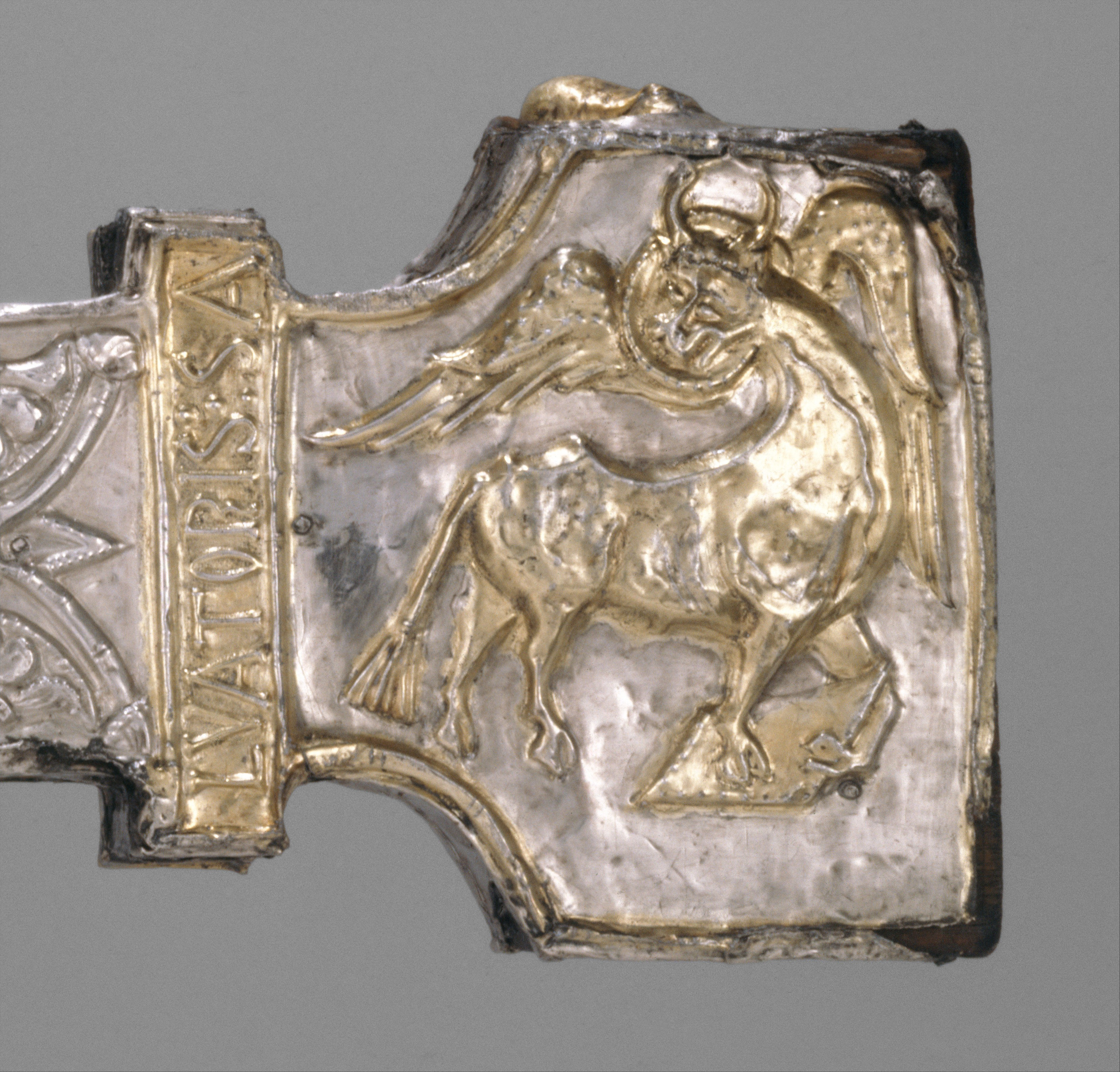
Détail postérieur